# Cynisme (filosofie)

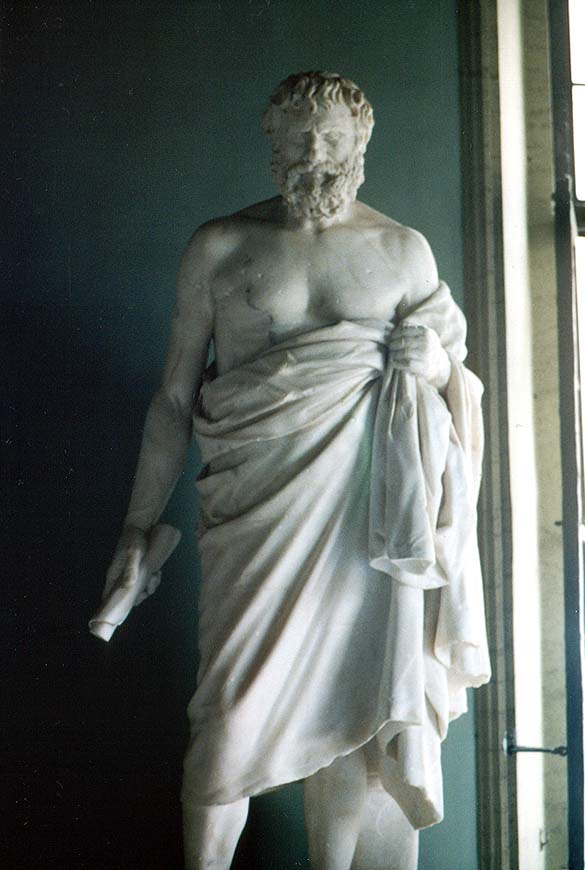
Beeld van een onbekende cynische filosoof in de Musei Capitolini. Romeinse kopie van een Grieks beeld uit de 3e eeuw voor Chr.

Het cynisme (van het Oudgrieks κυνικός (honds)) was een invloedrijke hellenistische filosofische school. Het cynisme vindt zijn oorsprong bij Antisthenes in Athene, hoewel anderen het op Diogenes van Sinope houden. De school beroept zich op het denken en leven van Socrates, van wie Antisthenes ook een leerling was. Centraal in het cynisme staat niet zozeer een bepaalde doctrine of theorie, maar een levenswijze: de cynicus verwerpt alle wereldse rijkdom en culturele gewoontes. Het gaat erom een leven te leiden dat trouw is aan de natuur en getypeerd kan worden als een 'waar' leven, namelijk een leven dat zich volledig bewust van zichzelf is en daardoor ook geen schaamte of verborgenheid tegenover derden mag tonen. Het cynisme bleef bestaan tot in de 5e eeuw.
Door de grote nadruk vanaf de 19e eeuw op de negatieve aspecten van het cynisme kwam de moderne opvatting van cynisme tot stand.

## Naam
De benaming 'cynisch' (Oudgrieks: κυνικός) betekent 'honds'. Er zijn verscheidene opvattingen waarom de school zo genoemd is. Een ervan is het terugherleiden op de naam Cynosarges (wat iets betekent als 'witte hond', 'snelle hond' of 'hondenvlees'), het gymnasion waar Antisthenes, de stichter van de school, zijn bijeenkomsten hield. Er zijn geen directe aanwijzingen dat dit het geval was. Wel was Cynosarges de tempel voor de nothoi, mensen zonder Atheens burgerschap en Antisthenes was een nothos. Ook werd in deze tempel Herakles aanbeden, een van de grote helden van het cynisme.
Ook is er een mogelijk verband met de bijnaam van Antisthenes, die Haplokuōn luidde en zoiets als een 'zuivere en eenvoudige hond' betekent. Door latere auteurs, zoals Epictetus, wordt hij inderdaad kuōn (hond) genoemd, maar tijdgenoten (zoals Plato en Xenophon) gebruikten deze naam niet.
Een andere verklaring is dat cynici werden bespot en bekritiseerd om hun levenswijzen, zoals over Diogenes werd verteld. Zij zouden leven als 'honden': ze leven op straat, eten van de grond, hebben geen bezit. Sterker nog, door Plato werd Diogenes zelf de bijnaam 'hond' toegedicht. Naderhand werd deze term als een geuzennaam door de cynici zelf overgenomen. Iemand als Michel Foucault merkt ook op dat de typering als 'honds' ook inhoudelijk verbonden is met het cynische leven. Cynici werken een levensstijl uit die sterk overeenkomt met de kenmerken van een hond: een hond zwerft rond in het openbaar en leeft in eenzaamheid en onafhankelijk. Ook kenmerkt een hond zich door trouw aan zijn baas en vijandigheid tegenover dreigingen, bijvoorbeeld door te blaffen. Volgens Foucault typeert de cynische leer zich evengoed door deze kenmerken. Een cynicus moet een onverborgen bestaan leven, zonder enige schaamte en alles in het openbaar. Ook is het gericht op een onafhankelijkheid van alle bezittingen en culturele regels. Ten slotte houdt een cynicus zich bezig met het bekritiseren (via openbare toespraken) van de ondeugden van de mensen en prijst het de goede eigenschappen.

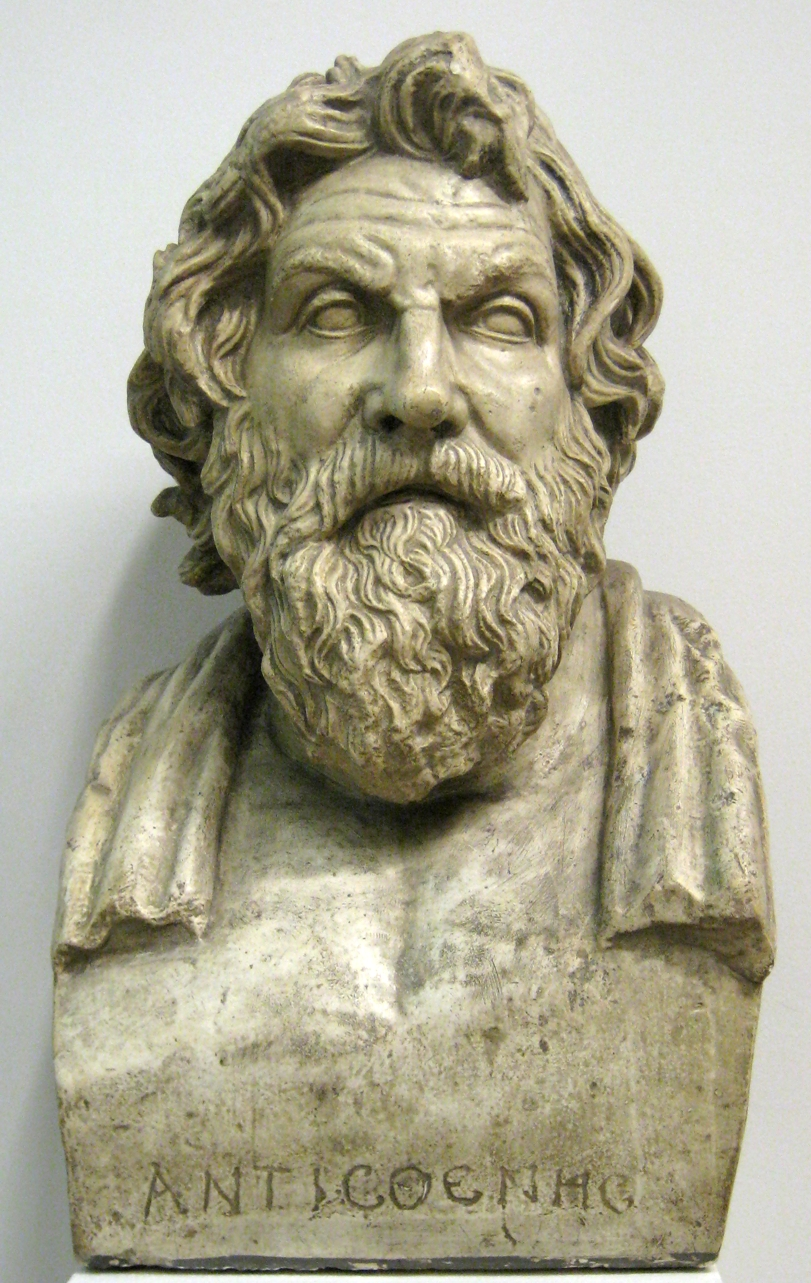
Buste van Antisthenes

## Geschiedenis
Er zijn verscheidene oudere filosofische stromingen die gelijkaardige standpunten als het cynisme verdedigden. Zo riepen volgelingen van Pythagoras al op tot een 'eenvoudig bestaan'. Ook Anacharsis, een Scythisch filosoof die in de vroege 6e eeuw v.Chr leefde, combineerde een eenvoudige levensstijl met kritiek op de heersende leefgewoontes. Zo'n combinatie werd later typerend voor de cynische levenswijze.
Ook verhalen over de gymnosofisten, die een radicale ascese nastreefden los van de wet, kan als een inspiratiebron beschouwd worden. Een reeks Griekse leraren, vaak sofisten genoemd, hielden zich vanaf de 5e eeuw v.Chr. ook bezig met het bekritiseren van heersende normen en waarden. Het was Socrates die een grote, directe invloed zou hebben op het cynisme. Socrates riep op tot een deugdzaam leven, los van rijkdom en roem en kritisch ten opzichte van de heersende opvattingen. Tegelijkertijd kan cynisme beschouwd worden als een reactie op het te speculatieve denken van andere volgelingen van Socrates, zoals Plato en Aristoteles en het centraal plaatsen van de staat, eerder dan het individu. Voor de cynici deden onderwerpen zoals natuurfilosofie en epistemologie er weinig toe; het ging voor hen om het ontwikkelen van een persoonlijke levensstijl.

### Antisthenes
De directe link tussen Socrates en het cynisme wordt gelegd via de figuur van Antisthenes, een leerling van Socrates. Hij verbleef een lange tijd van zijn leven in aristocratische kringen, maar tegen het einde van zijn leven (na de dood van Socrates) begonnen zijn opvattingen af te wijken van de andere leerlingen van Socrates. Hij kreeg een afkeer van filosofische speculatie en richtte zich enkel op het verkrijgen van (simpele) goedheid in het leven. Hij ging preken houden voor het gewone volk, in hun taal. Hij geloofde dat een terugkeer naar de natuur noodzakelijk was en dat de waarheid voor iedereen begrijpelijk was.
Hoewel hij door latere auteurs onproblematisch tot eerste cynicus werd benoemd, verschilde zijn denken toch nog van het cynisme zoals het later bekend werd. Zo zijn er verscheidene werken van Antisthenes bekend die thema's zoals taal, dialoog en literatuur behandelen. Er zijn zelfs meer traktaten van hem die zich met zulke niet-cynische thema's bezighouden dan er geschriften zijn die zich bezighouden met de thema's die het cynisme rechtstreeks aanging: ethiek, het goede leven en eventueel politiek. Dit kan te maken hebben met zijn pas late 'bekering' tot een nieuwe filosofie. Wat wel vaststaat is dat hij een leven in armoede bepleitte.

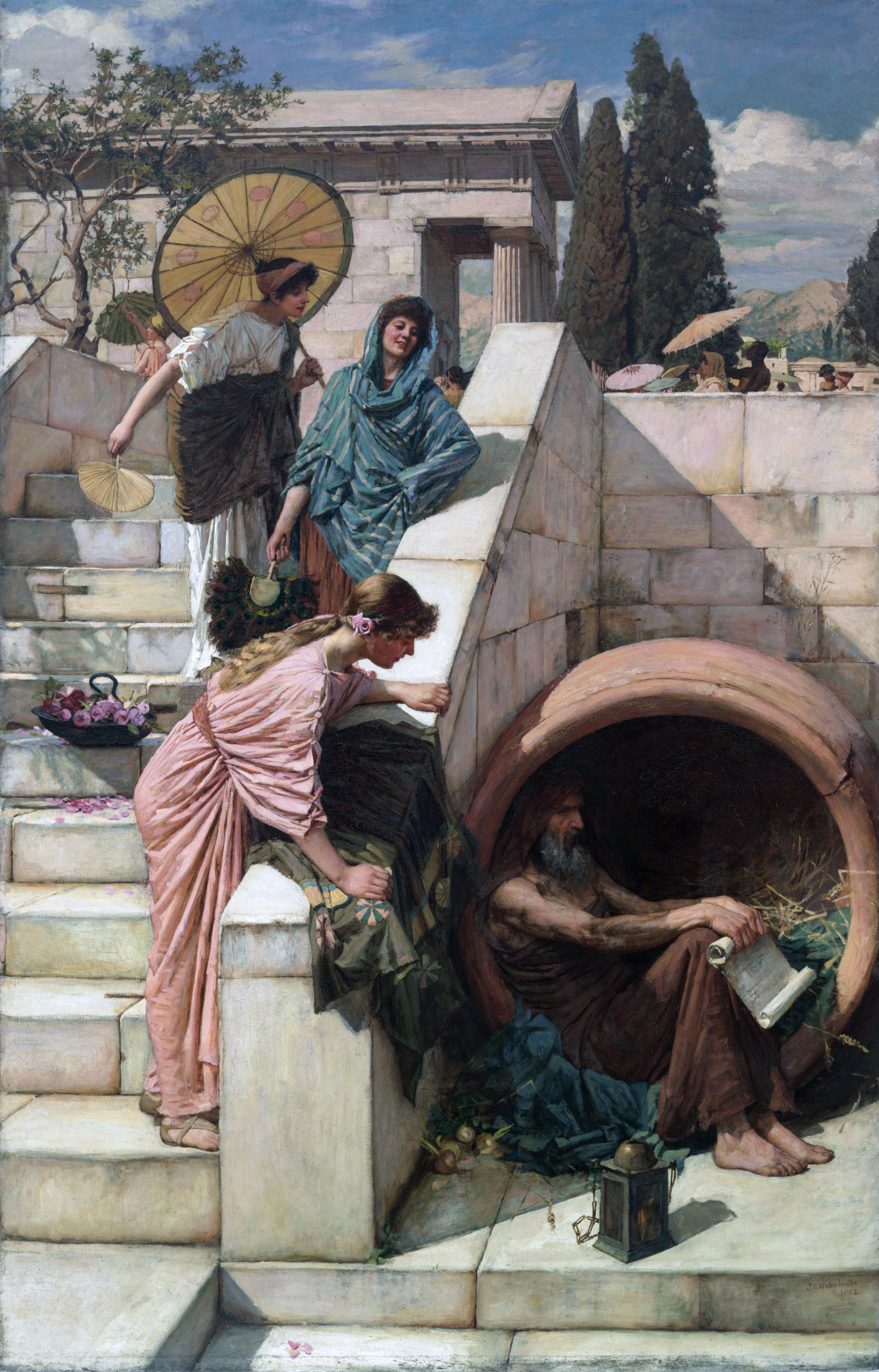
Diogenes in de regenton, schilderij door John William Waterhouse.

### Diogenes van Sinope
De grootste naam binnen het cynisme is waarschijnlijk Diogenes van Sinope. Hij vluchtte van zijn thuisstad naar Athene, nadat hij en zijn vader werden beschuldigd van valsmunterij. Latere auteurs, zoals Diogenes Laërtius, beweren dat hij een leerling van Antisthenes werd, maar het is zelfs twijfelachtig dat ze elkaar ooit ontmoet hebben. Wel is zeker dat Diogenes de leer van Antisthenes overnam en pleitte voor een radicaal ascetisch leven gericht op autarkeia, ascese en schaamteloosheid. Er zijn talloze anekdotes over het leven van Diogenes bekend, waarin hij deze extravagante levenswijze tentoonspreidt. Zo wordt verteld dat hij sliep in een ton, soms rauw vlees at en in het openbaar masturbeerde.
De bekendste anekdote draait om een confrontatie tussen Diogenes en Alexander de Grote. Toen Alexander in Athene was, besloot hij Diogenes op te zoeken. Hij had een gesprek met hem, waarin Diogenes Alexander een bastaard noemde. Uiteindelijk bood Alexander aan Diogenes de mogelijkheid elke wens te vervullen die hij maar wilde. Diogenes antwoordde hierop door te vragen of Alexander uit zijn zon wil gaan staan. Alexander was verbaasd over dit antwoord en stelde ten slotte dat, als hij Alexander niet was, hij Diogenes wilde zijn.
Hoewel twijfelachtig is of deze anekdote waar is toont hij wellicht wel aan welke levensstijl de voorkeur van Diogenes genoot.

### Krates van Thebe
Krates van Thebe is de derde grote naam binnen de geschiedenis van het cynisme. Hij is bekend vanwege de anekdote dat hij zijn fortuin wegschonk en vervolgens de cynische armoede aannam. Ook van hem wordt gezegd dat hij een leerling van Diogenes was, maar dit wordt in twijfel getrokken. Krates trouwde met Hipparchia van Maroneia, die bekendstaat als de eerste vrouwelijke vertegenwoordiger van het cynisme. Samen leefden ze als bedelaars in de straten van Athene. Ook van hen zijn er talloze anekdotes bekend, zoals het verhaal dat zij in het openbaar de liefde bedreven. Krates is verder nog bekend vanwege het feit dat hij de leraar van Zeno van Citium werd, de grondlegger van het stoïcisme.

### Cynisme bij de Romeinen
Het cynisme was zeer lang actief: vanaf de stichting door Antisthenes in de 4e eeuw v.Chr. bleef de filosofie bestaan tot ver in het Romeinse Rijk. In het begin van de 3e eeuw v.Chr. waren de cynici zeer invloedrijk, vooral in steden zoals Alexandrië. Hier gaven zij kleine traktaten uit waarin zij hun levenswijze en de deugdzaamheid ervan uiteenzetten.
Toch zijn er weinig bronnen bekend uit de 1e en 2e eeuw v.Chr. die spreken over het cynisme. Cicero was een uitzondering en vermeldde rond 50 v.Chr. in zijn beschrijvingen van de Griekse filosofie dat het cynisme gemeden moest worden omdat hun provocerend gedrag niet voldeed aan de deugd van nederigheid.
Pas in de 1e eeuw n.Chr. verscheen het cynisme weer meer op het toneel. Een oorzaak hiervan ligt misschien in het feite dat Rome rond deze periode uitgroeide tot een echt wereldrijk waardoor, analoog met de Grieken onder Alexander de Grote, een gevoel van onmacht en frustratie bij het volk ontstond. Politiek werd een onderwerp dat enkel van belang was voor een kleine elite. Hierdoor was er voedingsbodem bij het volk voor een filosofie die zich richtte op persoonlijk heil en geluk. De bekendste cynicus van de 1e eeuw was Demetrius de cynicus, een naaste vriend van Seneca.
Cynici konden zo op de hoek van de straat gevonden worden, prekend over de deugden, in alle steden van het rijk. Rond deze tijd ontstond ook het beeld van het cynisme als een geïdealiseerde vorm van stoïcisme. Dit blijkt bijvoorbeeld uit het werk van Epictetus, een stoïcijn, die het cynische leven om zijn idealen prees. Toch wees hij erop dat het cynisme wel het ideaal van het ware leven in zich droeg, maar dit in praktijk vaak niet waar maakte. Hij hekelde dan ook de cynici van zijn tijd. Een gelijkaardige opdeling is te vinden in de werken van Julianus Apostata, die de cynici van zijn dag kritiseerde omdat ze waren afgeweken van het 'oorspronkelijke cynisme'.
Het cynisme bleef nog lang invloedrijk, terwijl bijvoorbeeld het stoïcisme al in de 2e eeuw n.Chr. verdween. De laatste bekende cynicus, Sallustius van Emesa, leefde in de late 5e eeuw. Hij was een leerling van de neoplatoonse filosoof Isidore van Alexandrië, maar wijdde zijn leven aan praktiseren van de cynische idealen en ascese.

## Leer
Het cynisme is een van de merkwaardigste stromingen van de hellenistische filosofie. Net als gelijkaardige stromingen, zoals het stoïcisme, het epicurisme en het pyrronisme bood het cynisme een weg naar geluk en vrijheid in een tijd van algemene onzekerheid. Hoewel er geen officiële cynische doctrine bestaat en de ideeën maar schaars neergeschreven zijn, kan men de centrale principes van het cynisme als volgt samenvatten:
1. Het doel van het leven is 'eudaimonia' en heldere zelfkennis. Men is dus vrij van de schijn, rook of mist (τύφος) die staat voor onwetendheid, onredelijkheid en bedrog.
2. Eudaimonia wordt bereikt door te leven in overeenstemming met de natuur zoals die begrepen wordt door de menselijke rede. Toch wijken ze hier af van andere stromingen uit die tijd. De mens onderscheidt zich niet zozeer door zijn redelijkheid, maar door zijn dierlijkheid.
3. De te vermijden rook (τύφος) wordt veroorzaakt door foute waardeoordelen die leiden tot negatieve emoties, onnatuurlijke verlangens en een ondeugdzaam karakter.
4. Eudaimonia is afhankelijk van autarkie (αὐτάρκεια), onverstoorbaarheid, voortreffelijkheid (ἀρετή), liefde voor de mensheid, parrèsia of waarheidsspreken (παρρησία) en onverschilligheid tegenover de wisselvalligheden van het leven (ἁδιαφορία).
5. Men bereikt dit geluk en deze helderheid van geest door ascetische praktijken (ἄσκησις), die ervoor zorgen dat men vrij is van invloeden die onnatuurlijk zijn, zoals rijkdom, roem en macht. Zulke praktijken zijn vaak terug te vinden in de anekdotes over de cynische filosofen.
6. Een cynicus typeerde zich door schaamteloosheid (Αναιδεια) en legt de culturele wetten, regels en gewoonten naast zich neer.
7. Volgens Michel Foucault typeert de cynische leer zich dan ook door drie grote praktijken: de kritische preek, het schaamteloze gedrag en de provocerende dialoog (denk aan de confrontatie tussen Alexander en Diogenes).

Het leven van een cynicus typeerde zich dus door een actieve armoede en het verwerpen van zaken zoals geld, roem, reputatie, liefde, vaderlandsliefde, vriendschap en macht. Omdat men het leven in overeenstemming moet brengen met de natuur heeft men enkel het meest elementaire nodig en moet men zich bevrijden van de andere, overbodige zaken (die gebaseerd zijn op gewoonte). Voor de cynici was Herakles een modelfiguur. Zo bracht hij Kerberos, de hond van Hades, naar de oppervlakte. Anderzijds worden de werken Herakles ook geïnterpreteerd als voorbeelden van de cynische praktijken. Het cynische leven hield daarnaast ook niet enkel een training van de geest in, maar ook van het lichaam.
Niets van dit alles hield in dat de cynicus zich moest afzonderen van de maatschappij. Integendeel, een cynicus moest net geheel in de openbaarheid leven. Dit heeft natuurlijk te maken met het feit dat het cynische leven getypeerd werd door schaamteloosheid en onverschilligheid. Beledigingen en andere negatieve handelingen tegenover de cynicus moesten dan ook onverschillig geaccepteerd worden of anderzijds door te preken of de rollen om te draaien (bijvoorbeeld door het gebruik van satire). De ideale cynicus moest immers ook doen 'bekeren' en optreden als de waakhond van de mensheid. Ze moesten mensen confronteren met hun gebreken, zowel via het woord als via de daad. In die zin was parrèsia belangrijk: men moest de waarheid spreken en leven in de waarheid. De cynicus moest, op risico van bespotting en geweld, de waarheid spreken tegen de bevolking: hij moest zeggen waarom hun levenswijze fout was, en hen voorbereiden op de zoektocht naar het ware leven.
Er zijn bepaalde steeds wederkerende manieren waarop de cynicus deze taak beoefende, onder meer beschreven door Foucault. Zo is er allereerst de kritische preek: van vele cynici is bekend hoe zij (vaak op willekeurige momenten) een preek beginnen af te steken tegen een hoop mensen op een plein of een bijeenkomst. In die zin wijkt het af van de andere Griekse filosofische stromingen: terwijl zij wel preekten, maar voor een select groepje ingewijden of leerlingen, doet de cynicus dit in het openbaar voor de grote massa. Een andere praktijk is die van het schaamteloze gedrag om de gangbare meningen en gebruiken aan de kaak te stellen. De cynicus bereik dit resultaat bijvoorbeeld door de omkering van de rollen: Diogenes gedraagt zich bijvoorbeeld als de echte koning in zijn confrontatie met Alexander.
Een andere manier is het verplaatsen van een gebruik in een context waar hij niet thuishoort of het samenbrengen van twee zaken die niet samen lijken te passen, of zelfs tegengesteld zijn. Voorbeelden hiervan zijn terug te vinden in het leven van Diogenes en Krates: beiden deden zaken, zoals eten, masturberen en het bedrijven van de liefde, in het openbaar, waar men zou verwachten dat deze zaken in de privésfeer thuishoren.
Ten slotte is er ook nog de provocerende dialoog, waarvoor nogmaals verwezen kan worden naar Alexander en Diogenes. Volgens Foucault is de doelstelling van Diogenes in de eerste plaats het aankaarten van een ander zijn (misplaatste) trots. Alexander is zelfzeker en betwijfelt zijn statuut van koning en heerser niet. Diogenes problematiseert dit en wil Alexander aansporen om de zoektocht (weer) op te nemen naar het ware leven, in plaats van te denken dat hij het al gevonden heeft.
Er wordt ook gesteld dat het cynisme de oorsprong van het kosmopolitisme was: wanneer men aan Diogenes van Sinope vroeg waar hij vandaan kwam, antwoordde hij, volgens Diogenes Laërtius, dat hij "een burger van de wereld (kosmopolitês) was."

## Invloed en kritiek
Een beschrijving van de invloed van het cynisme in de geschiedenis van de filosofie zorgt voor enkele problemen. Allereerst zijn er weinig primaire bronnen van de cynici zelf bekend en de besprekingen van het cynisme zijn vaak gekleurd door de stroming waartoe de auteur ervan behoorde. Dit laatste feit toont wel al aan dat het cynisme een sterke invloed had op andere Griekse scholen, zoals het pyrronisme en stoïcisme. Ook de invloed van Krates op Zeno van Citium, de grondlegger van de Stoa, speelde hierin ook een cruciale rol.
Toch worden in vele overzichten van de filosofie de rol van het cynisme geminimaliseerd. Grotendeels is dit te wijten aan het feit dat er geen echt systeem te vinden is in het cynisme, in tegenstelling tot andere stromingen van die tijd. Hoogstens wordt er naar de anekdotes verwezen om hun filosofie te duiden. Zo schrijft Bertrand Russell kritisch in zijn History of Western Philosophy (1945) over Diogenes en het cynisme:

"Diogenes zelf was een krachtige persoonlijkheid, maar zijn leer sprak, evenals alle andere uit het Hellenistische tijdperk, meer tot de vermoeide naturen, waarin de teleurstelling het natuurlijke streven had verlamd. En het was zeker niet een leer, die erop berekend was wetenschap, kunst of staatsmanschap te bevorderen, noch enige andere nuttige werkzaamheid, met uitzondering van het protest tegen overmachtige misstanden. [...] Hier wordt het moeilijk om sympathie te gevoelen voor een eenvoudig leven, dat àl te eenvoudig is geworden. Men vraagt zich af wie deze traktaten hebben gelezen. Waren het de rijken, die behoefte hadden het lijden der armen louter als imaginair te beschouwen? Of waren het de nieuwe armen, die verachting trachtten te koesteren voor de nieuwe zakenman, die succes had? Of waren het pluimstrijkers, die zichzelf wijsmaakten, dat de liefdadigheid, die zij aanvaardden, onbelangrijk was? [...] De beste elementen uit de leer van het Cynisme werden [uiteindelijk] overgenomen door het Stoïcisme, dat in alle opzichten een vollediger en meer afgeronde filosofie was."

Iemand als Michel Foucault stelt echter dat het cynisme een diepgaande invloed heeft gehad op de westerse filosofie. In tegenstelling tot het verwerpen van de cynische praktijken en het 'redden' van de ethische kern binnen het cynisme, stelt hij dat deze twee kenmerken net verregaand met elkaar verbonden zijn. Een zoektocht naar de invloed van het cynisme moet zich dan ook niet richten op een doctrine of theorie die eruit gehaald moet worden, maar net op de attitude of levensstijl van het cynisme.
Als men op deze wijze naar het cynisme kijkt, zijn er verscheidene paden van invloed aan te duiden. Zo kan men de link leggen tussen het cynische leven in armoede en de vroeg-christelijke ascese. Zo zijn er parallellen te trekken tussen het leven van Jezus en de cynici en zijn er verscheidene personen geweest, die zowel getypeerd kunnen worden als cynicus en christen, bijvoorbeeld Peregrinus Proteus. In De civitate Dei hekelt de kerkvader Augustinus wel de cynische levensstijl, maar antwoordt toch bevestigend op de vraag of cynici ook tot de christelijke gemeenschap mogen toetreden, zolang zij maar de christelijke geloofsopvattingen belijden. Het feit dat Augustinus deze vraag moet adresseren, wijst er trouwens op dat er verscheidene cynici waren die ook geloofden in Christus en dus met dit probleem geconfronteerd waren. Verder kan men ook verbanden trekken met verscheidene kloosterbewegingen, zoals de franciscanen en de dominicanen. Een bekende bijnaam van de dominicanen was bijvoorbeeld de domini canes, de honden van de Heer. Toch is deze relatie tussen cynici en christendom dubbelzinnig: christelijke filosofen en theologen prijzen de zelfdiscipline van de cynici, maar verwerpen hun schaamteloos gedrag. Ook zijn christenen eerder gericht op een andere wereld buiten de aardse, terwijl de cynici deze aardse wereld wilden veranderen. Ook de nadruk op de gehoorzaamheid aan God en de Kerk is de cynici onbekend.
Foucault zelf verwijst ook naar figuren zoals de verbannen koning, de verborgen koning en de nar: net als bij de cynici is de nar iemand die ingaat tegen de conventies en waarheid spreekt over het leven van de koning. Hij verwijst ook naar King Lear van William Shakespeare waar de relatie tussen koning en waarheidspreken door anderen aan bod komt.
Een ander voorbeeld dat Foucault geeft is de invloed van het cynisme op het 'revolutionaire militantisme'. Auteurs zoals Fjodor Dostojevski en het Russische nihilisme (met onder meer Nikolaj Tsjernysjevski) houden zich bijvoorbeeld sterk bezig met het uitwerken van een adequate levenshouding die past bij het bewerkstelligen van een sociale revolutie. Ook stromingen zoals het gauchisme en anarchisme lijken dit thema ook te behandelen.
Binnen de kunst en literatuur heeft de cynische filosofie ook invloed gehad. In de Oudheid en Middeleeuwen bleek dit al uit literaire genres zoals de satire, de komedie en de fabliau. In de renaissance krijgt men ook de verbinding tussen een kunstenaar en zijn leven. Zijn leven moet een getuigenis zijn van het goede, ware leven. Een moderner verschijnsel dat hierop inpikt is het dandyisme. Een ander element in de kunst dat Foucault hiermee verbindt is wat hij het 'antiplatonisme' noemt. Volgens het platonisme kan kunst niets meer zijn dan een (onvolmaakte) afspiegeling van de werkelijkheid. Echter, in navolging van de cynici die van hun leven een getuigenis wilde maken van de waarheid, is er volgens Foucault ook een stroming in de kunst, die hetzelfde beoogt: kunst moet een getuigenis zijn van de waarheid en moet de realiteit blootleggen en tegelijk aanklagen. Voorbeelden van deze stroming zijn, volgens Foucault, Charles Baudelaire, Gustave Flaubert en Samuel Beckett.
In het werk van Friedrich Nietzsche is ook een invloed van het cynisme terug te vinden. De bekende passage uit Die fröhliche Wissenschaft (1882), waarin hij de dood van God uitroept, vertoont parallellen met anekdotes uit het leven van Diogenes. Van Diogenes werd verteld dat hij (overdag) met een lantaarn door de straten liep op zoek naar 'een echte mens'. Analoog hiermee spreekt Nietzsche van een dolle mens die met een lantaarn op het marktplein op zoek is naar God.

## Bekende Cynici

### Grieken
- Antisthenes (stichter)
- De excentrieke Diogenes van Sinope
- Krates van Thebe
- Hipparchia van Maroneia
- Zeno van Citium (grondlegger van de Stoa)
- Metrokles van Maroneia

### Romeinen
- Demetrius (vriend van Seneca)
- Oenomaus
- Demonax